# 日立保険サービス
株式会社日立保険サービス（ひたちほけんサービス、英: HITACHI INSURANCE SERVICES,LTD.）は、東京都に本社を置く保険関連企業。
1949年に「株式会社商産」として設立。1958年に日立グループ入りし、日立製作所および日立グループ各社をはじめとする企業その他を顧客対象としてサービスを開始する。1991年に社名を「株式会社日立保険サービス」と変更し、現在国内外27拠点を有する保険プロ代理店。

## 沿革
- 1949年4月 - 株式会社商産として設立。
- 1958年12月 - 日立の関連会社となる。
- 1974年12月 - がん保険の代理店として、株式会社商産ファミリーを設立。
- 1978年9月 - 商産（香港）有限公司設立。
- 1980年3月 - 株式会社商産医療保険サービス設立。
- 1982年9月 - 米国のブローカー「マーシュ・アンド・マクレナン社」と業務提携。
- 1988年3月 - コンコルド・エンタープライズ保険株式会社を設立。
- 1991年10月 - 株式会社日立保険サービスに社名変更。関連会社である商産ファミリーと商産医療保険サービスは、それぞれ株式会社日立ファミリー保険サービスと株式会社日立医療保険サービスに社名変更。
- 1997年1月 - 関連会社の日立ファミリー保険サービスと日立医療保険サービスを吸収合併。
- 1999年4月 - 創立50周年。

## 子会社
- 日立保険服務(香港)有限公司 - 所在地：香港、事業内容：再保険
- コンコルド・エンタープライズ保険株式会社 - 所在地：バミューダ、事業内容：再保険